# ブラック企業被害対策弁護団
ブラック企業被害対策弁護団（ブラックきぎょうたいさくべんごだん）とは日本に存在するブラック企業の被害者を救済することを目的として2013年に発足した弁護士団体。代表は佐々木亮。日本において2000年代より社会問題となっているブラック企業による従業員に対しての酷い扱いを解決することを目的としている。従業員に対しての問題となっている事柄としては、長時間労働をさせたり、賃金未払いなどといった事柄である。この団体には北海道から長崎県までで50人以上の弁護士が名を連ねており、各都道府県に一人は相談できる窓口を置くことを目指している。
ブラック企業被害対策弁護団を著者とした、ブラック企業について述べた書籍が複数出版されている。